# Trichoplusia homoia
Trichoplusia homoia là một loài bướm đêm trong họ Noctuidae.